# Краснопільська сільська територіальна громада (Житомирська область)
Краснопільська сільська громада — територіальна громада в Україні, в Бердичівському районі Житомирської області. Адміністративний центр — село Краснопіль.

## Загальна інформація
Площа території — 339,7 км², населення — 7 715 осіб, з них: міське населення — 3 064 особи, сільське — 4651 особа (2020).
Станом на 2018 рік площа громади становила 181,1 км², кількість населення — 3 222 мешканців.

## Населені пункти
До складу громади входять 2 селища (Іванопіль, Поштове) та 15 сіл: Безпечна, Бурківці, Жеребки, Краснопіль, Лихосілка, Медведиха, Молочки, Мотрунки, Носівки, Певна, Польова Слобідка, Радісне, Степок, Стетківці та Суслівка.

## Старостинські округи
- Безпечнянський
- Бурківецький
- Жеребківський
- Іванопільський
- Молочківський
- Носівський
- Стетковецький[3]

## Історія
Утворена 22 серпня 2016 року шляхом об'єднання Безпечнянської, Краснопільської, Молочківської, Носівської та Стетковецької сільських рад Чуднівського району.
Відповідно до розпорядження Кабінету Міністрів України № 711-р від 12 червня 2020 року «Про визначення адміністративних центрів та затвердження територій територіальних громад Житомирської області», до складу громади були включені території Іванопільської селищної ради та
Бурковецької і Жеребківської сільських рад Чуднівського району.
Відповідно до постанови Верховної Ради України від 17 червня 2020 року «Про утворення та ліквідацію районів», громада увійшла до складу новоствореного Бердичівського району Житомирської області.